# Дендропарк имени И. Е. Алексеева
Государственный дендрологический парк регионального значения имени Ивана Евстигнеевича Алексеева — природный парк, который сохраняет породы деревьев, произрастающие в Ковровском районе.
Парк занимает 1,27 гектара.

## Местоположение
Расположен в 1,3 км к юго-востоку от д. Ащерино, в 0,4 км к северо-западу от д. Гостюхино и 0,1 км к северу-востоку от ст. Гостюхино Горьковской железной дороги Ковровского района Владимирской области, в 7 выделе, 30 квартала Осиповского участкового лесничества ГКУ ВО «Ковровское лесничество».

## История
Основу парка заложил лесничий Осиповского лесничества Иван Евстигнеевич Алексеев, который в 1963 году начал высаживать редкие несвойственные средней полосе деревья и другие насаждения недалеко от станции Гостюхино. Позднее парк был расширен и поддерживается усилиями его учеников.
25 января 2002 года постановлением губернатора Владимирской области на его основе был документально и официально создан государственный дендрологический парк регионального значения им. И. Е. Алексеева. В дендропарке насчитывается более 110 видов деревьев и кустарников, привезенных из различных регионов России, и на сегодняшний день он является самым богатым по коллекции в районе и области.

## Флора
На территории дендропарка произрастает более чем 110 видов деревьев и кустарников из различных областей России и сопредельных государств. В парке обустроено несколько аллей, таких как аллея голубых елей, аллея лиственниц, берёзовая аллея и другие.

## Основные цели
- поддержание и развитие коллекции интродуцированных из разных регионов России и других государств древесно-кустарниковых пород;
- сохранение целостности природных сообществ и экологического баланса;
- осуществление научной, учебной и просветительской деятельности, экологическое просвещение.

## Проезд
До дендропарка можно добраться как на автомобиле или автобусе, так и на железнодорожном транспорте.
- Железнодорожный транспорт: дендропарк находится в нескольких метрах от станции Гостюхино, достаточно приехать на электропоезде из Коврова или Владимира и выйти на этой станции.
- Автомобильный транспорт: по автобусному маршруту № 118 (Ковров-Достижение-Осипово-Филино), выйдя на остановке станция Гостюхино.